# Palazzo Crespi
Palazzo Crespi è un edificio storico di Milano situato in corso Matteotti al civico 1.

## Storia
L'edificio venne eretto tra il 1928 e il 1932 in stile Novecento da Piero Portaluppi.

## Descrizione
Si presenta come un palazzo angolare con porticato. Il corpo angolare introduce il portico con una serliana monumentale, con finestre decorate e coronato da un timpano spezzato. Nel corpo posteriore, il porticato a serliana muta in un portico con colonne che reggono archi a tutto sesto, mentre la decorazione del fronte è più sobria eccezion fatta per le lesene che scandiscono i primi tre piani.